# مقبرة 30
المقبرة رقم 30 و المعروفة علمياً بالرمز KV30 هي مقبرة مصرية قديمة تقع في وادي الملوك في مصر. اكتشفها بيلزوني عام 1817، بتمويل من إيرل بيلمور الثاني. ولذا تُعرف أيضًا باسم «مقبرة اللورد بيلمور».
غير معروف لمن كانت المقبرة أو المدفونين بها.

## روابط خارجية
- مشروع رسم خرائط طيبة: KV30 - يتضمن خرائط تفصيلية لمعظم المقابر.